# Another Day in Paradise (Strung Out)
Another Day in Paradise è il primo album del gruppo punk rock Strung Out, pubblicato il 15 maggio 1994 dalla Fat Wreck Chords.

## Tracce
1. Population Control
2. Lost?
3. Drag Me Down
4. In Harm's Way
5. Talking To Myself
6. Broken
7. Ashes
8. Faulter
9. Away
10. Alone
11. Unclean
12. Mad Mad World
13. 14 Days

## Formazione
- Jason Cruz - voce
- Jake Kiley - chitarra
- Rob Ramos - chitarra
- Jim Cherry - basso
- Jordan Burns - batteria